# Лори, Уильям Эдвард
Уильям Эдвард Лори (англ. William Edward Lori; род. 6 мая 1951, Луисвилл, штат Кентукки, США) — американский прелат. Титулярный епископ Буллы и вспомогательный епископ Вашингтона с 28 февраля 1995 по 23 января 2001. Епископ Бриджпорта с 23 января 2001 по 20 марта 2012. Архиепископ Балтимора с 20 марта 2012.